# Chloma
chloma（クロマ）は、鈴木淳哉・佐久間麗子によるファッションレーベル。

## 概要
2009年にJUNYA SUZUKIとしてスタートし、2011年にchlomaへとブランド名を変更。テクノロジーと人、キャラクターと人、インターネットと人との関係を考え、モニターの中の世界とリアルの世界を境なく歩く現代人のための環境と衣服を提案するファッションレーベル。ゲームやアニメ、インターネットなどの2次元的要素をデザインに落とし込んでいる。バーチャルな近未来SFをイメージさせる独特な造形・色彩・素材の服が特徴。デザインだけでなく、機能性にも優れた服を生み出している。公式サイトでは360度VRを配信しており、スマートフォン版のYouTubeからは携帯電話の向きによって視点が変わる動画配信も行っている。また、VRChat内にchloma Virtual Storeを展開し、アバター用のアパレルを販売している。

## 主要デザイナー
- 鈴木 淳哉（すずき じゅんや、1984年 - ）

神奈川県出身。エスモード 東京校総合学科スティリズム専攻科を経て、2008年、パリ・オートクチュール組合学校（Ecole de la Chambre Syndicale de la Couture Parisienne）に留学。
- 佐久間 麗子（さくま れいこ）

2009年、エスモード東京校総合学科モデリズム専攻科卒業。

## コレクションテーマ
- 2010-2011 A/W　nendoloid
- 2013 S/S　sweat/gazou
- 2013-2014 A/W　test_subject - 被験者というテーマで、「傷」や「痛み」から身を守るのは自分自身しかいないということを表現したコレクションになっている。
- 2014-2015 A/W　blue_screen_of_death[1] - パソコンのエラー時に出てくるブルースクリーンをテーマにしたコレクションとなっている。グラフィックは、梅ラボこと梅沢和木とコラボレーションして制作。モデルには今川宇宙を起用。
- 2015-2016 A/W　anti-virus[2] - 外敵から身を守ることがコンセプトとなっており、注射器やオイフなど、医療的モチーフがデザインされたコレクションとなっている。このウイルスというのはインターネットウイルスの意も含まれている。このコレクションの代表作とも言える「コールドスリープコート ロング」と命名したコートは、ポケットに手を入れるとSF作品に登場する装置、「コールドスリープ」のシルエットになっている。イラストレーターのTOKIYAとコラボレーションしたデザインも展開。
- 2016-2017 A/W　sincere heart to you -マゴコロヲキミニ-[3]
- 2017-2018　A/W　人工知能の匂い[4]
- 2018-2019 S/S 　The end of Heisei Era collection [VIRTUAL UNIVERSE][5] - Y2K（2000年）から着想を得たコレクション。
- 2019 A/W　The beginning of Reiwa Era collection [YOUR INTERFACE][6]

## 展開店舗
- house@mikirihassin (東京)
- visit for (大阪)
- seltie (長野)
- tity (新潟)
- SONAR (栃木)
- PartiR (福岡)
- CRACK FLOOR (鹿児島)
- IROZA (online store)
- PARK (東京)